# 余智華
余智華（英語：Joshua Hurlburt-Yu，1994年12月28日—），加拿大男子羽毛球運動員。

## 簡歷
2018年8月，余智華出戰美國羽毛球國際系列賽，分別與邓肯·姚和吳宛菱合作贏得男子雙打和混合雙打比賽冠軍。

## 主要比賽成績
只列出曾進入準決賽的國際賽事成績：
| 年份   | 賽事                         | 公開賽級別 | 項目     | 拍檔             | 成績   |
| ------ | ---------------------------- | ---------- | -------- | ---------------- | ------ |
| 2012年 | 泛美洲青年羽毛球錦標賽       | 其他       | 混合雙打 | 譚碧賢           | 亞軍   |
| 2018年 | 美國羽毛球國際系列賽         | 國際系列賽 | 男子雙打 | 邓肯·姚          | 冠軍   |
| 2018年 | 美國羽毛球國際系列賽         | 國際系列賽 | 混合雙打 | 吳宛菱           | 冠軍   |
| 2018年 | 墨西哥羽毛球國際賽           | 國際系列賽 | 男子雙打 | 邓肯·姚          | 準決賽 |
| 2018年 | 危地馬拉羽毛球國際系列賽     | 國際系列賽 | 男子雙打 | 邓肯·姚          | 準決賽 |
| 2018年 | 危地馬拉羽毛球國際系列賽     | 國際系列賽 | 混合雙打 | 吳宛菱           | 冠軍   |
| 2018年 | 聖多明哥羽毛球公開賽         | 國際系列賽 | 男子雙打 | 邓肯·姚          | 冠軍   |
| 2018年 | 聖多明哥羽毛球公開賽         | 國際系列賽 | 混合雙打 | 吳宛菱           | 冠軍   |
| 2018年 | 美國羽毛球國際挑戰賽         | 國際挑戰賽 | 混合雙打 | 吳宛菱           | 準決賽 |
| 2019年 | 泛美洲羽毛球混合團體錦標賽   | 其他       | 混合團體 | －               | 冠軍   |
| 2019年 | 泛美洲羽毛球錦標賽           | 其他       | 混合雙打 | 吳宛菱           | 冠軍   |
| 2019年 | 泛美運動會羽毛球比賽         | 其他       | 混合雙打 | 吳宛菱           | 金牌   |
| 2019年 | 保加利亞羽毛球公開賽         | 國際系列賽 | 混合雙打 | 吳宛菱           | 冠軍   |
| 2019年 | 南澳洲羽毛球國際賽           | 國際挑戰賽 | 混合雙打 | 吳宛菱           | 冠軍   |
| 2019年 | 匈牙利羽毛球國際賽           | 國際挑戰賽 | 男子雙打 | 彼得·布里格斯    | 亞軍   |
| 2019年 | 匈牙利羽毛球國際賽           | 國際挑戰賽 | 混合雙打 | 吳宛菱           | 準決賽 |
| 2019年 | 美國羽毛球國際挑戰賽         | 國際挑戰賽 | 混合雙打 | 吳宛菱           | 冠軍   |
| 2020年 | 泛美洲羽毛球男女子團體錦標賽 | 其他       | 男子團體 | －               | 冠軍   |
| 2020年 | 奧地利羽毛球公開賽           | 國際挑戰賽 | 男子雙打 | 彼得·布里格斯    | 準決賽 |
| 2021年 | 泛美洲羽毛球錦標賽           | 其他       | 混合雙打 | 吳宛菱           | 冠軍   |
| 2021年 | 秘魯羽毛球國際賽             | 國際挑戰賽 | 男子雙打 | 詹森·安東尼·何舒 | 冠軍   |
| 2023年 | 葡萄牙羽毛球國際賽           | 國際系列賽 | 混合雙打 | 雷切爾·洪德里克  | 亞軍   |
| 2023年 | 泛美洲羽毛球錦標賽           | 其他       | 混合雙打 | 雷切爾·洪德里克  | 冠軍   |
| 2023年 | 墨西哥羽毛球國際挑戰賽       | 國際挑戰賽 | 混合雙打 | 雷切爾·洪德里克  | 準決賽 |

| 2007-2017年 | 首要超級賽 | 超級賽 | 黃金大獎賽 | 大獎賽 | 國際挑戰賽 | 國際系列賽 | 未來系列賽 | 其他 |

| 2018-2026年 | 總決賽 | 超級1000賽 | 超級750賽 | 超級500賽 | 超級300賽 | 超級100賽 | 國際挑戰賽 | 國際系列賽 | 未來系列賽 | 其他 |

### 奧運會和世錦賽參賽紀錄
|          | 搭檔    | 2019 | 2020       |
| -------- | ------- | ---- | ---------- |
| 男子雙打 | 鄧肯·姚 | 48強 | －         |
|          |         |      |            |
| 混合雙打 | 吳宛菱  | 32強 | 小組第四名 |